# Antonio Tafolla
José Antonio Tafolla García (* 13. Juni 1952 oder 1954 in Zacatepec de Hidalgo, Morelos) ist ein ehemaliger mexikanischer Fußballspieler und -trainer. In einigen Medien wird sein erster Familienname (von Seiten seines Vaters) auch Tafoya geschrieben.

## Leben
Zu Beginn seiner fußballerischen Laufbahn spielte Tafolla für eine Mannschaft seiner Heimatstadt namens Zacamel, von der er auch einmal für ein halbes Jahr an die Delfines de Acapulco ausgeliehen war. 
1977 erhielt Tafolla einen Vertrag beim führenden Verein seiner Heimatstadt, dem CD Zacatepec, nachdem dieser gerade in die zweite Liga abgestiegen war. Tafolla gehörte zum Kader der Mannschaft des CD Zacatepec, die in der Saison 1977/78 die Zweitligameisterschaft gewann und somit den direkten Wiederaufstieg in die höchste Spielklasse feiern durfte. Tafolla spielte bis zum Ende seiner aktiven Laufbahn 1985 bei Zacatepec und stieg danach in den Trainerstab ein. 1989 arbeitete er kurzzeitig als Cheftrainer beim CD Zacatepec und von 1997 bis 1999 noch einmal für eine längere Etappe. Im Sommerturnier 1998 erreichte die von Tafolla trainierte Mannschaft die Finalspiele um die Zweitligameisterschaft, die gegen die Tigrillos de la UANL verloren wurden.
Anfang 2008 trainierte Tafolla für einige Wochen die Mannschaft des Tampico-Madero FC.

## Erfolge
- Mexikanischer Zweitligameister: 1977/78